# Jean-Dominique de Cassini

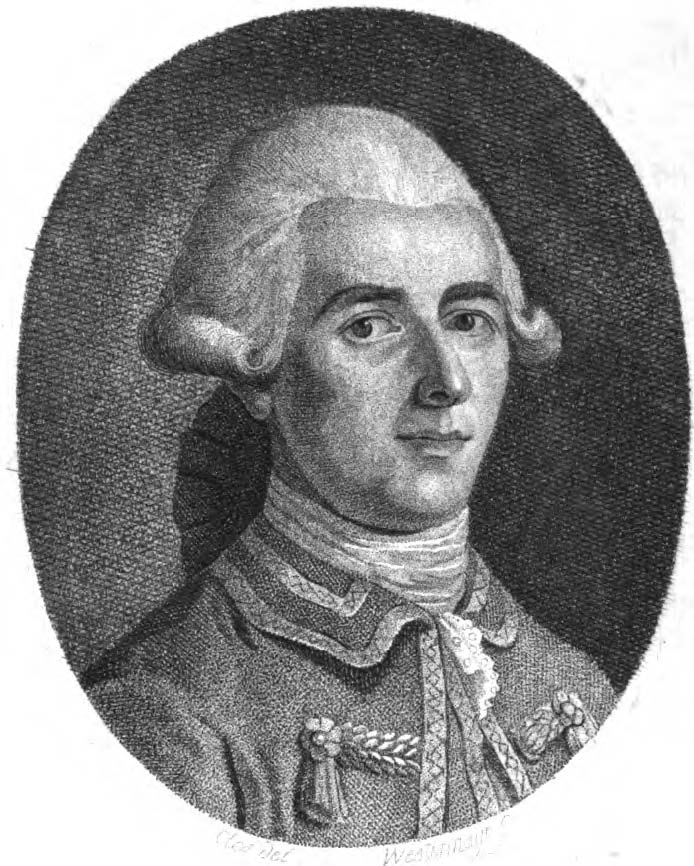
Jean-Dominique de Cassini

Jean-Dominique Cassini (Parijs, 30 juni 1748 – Thury-sous-Clermont, 18 oktober 1845) was een Franse astronoom, landmeter en cartograaf.

## Biografie
Hij was de zoon van César-François Cassini en Charlotte Drouin de Vandeuil, geboren op het Observatorium van Parijs. Hij ontving zijn secundair onderwijs in Collège du Plessis in Parijs en aan de universiteit van Juilly. In 1768, op een cruise in de Atlantische Oceaan, was hij verantwoordelijk voor het testen van een mariene chronometer van Pierre Le Roy. Hij werd aspirant-lid van de Académie des Sciences op 23 juli 1770 (hij werd associé in 1785). In 1771 was hij verzekerd van de opvolging als directeur van de sterrenwacht van Parijs, een post die voor zijn vader was gecreëerd, en nam hij geleidelijk aan zijn verantwoordelijkheden op alvorens officieel benoemd te worden, na de dood van zijn vader in 1784.
In 1773 trouwde hij met Claude-Marie-Louise de la Myre-Mory, die in 1791 stierf, hem achterlatend met vijf jonge kinderen: Cécile, Angélique, Aline, Alexis, en Alexandre Henri Gabriel (later een jurist en een plantkundige, met wie de Franse tak van de familie Cassini uitstierf).
In 1784 wist Cassini koning Lodewijk XVI te overreden om met de restauratie en de reorganisatie van het observatorium van Parijs akkoord te gaan, een project, dat hij echter slechts gedeeltelijk kon realiseren vanwege de Franse Revolutie.
Hij voltooide het werk van zijn vader César aan de grote kaart van Frankrijk (de laatste 2 kaarten van de 182  – het betreft de streek Bretagne - zijn onder zijn leiding gereed gekomen).
In 1787 nam hij deel aan een commissie (met Legendre en Méchain) om samen met Engelse landmeters de kaarten van Engeland en Frankrijk aan elkaar te verbinden (triangulatie aan beide zijden van Het Kanaal) en de meridianen van Parijs en Londen (Greenwich) onderling te relateren, zodat ook alle astronomische metingen aan elkaar gekoppeld konden worden.
Cassini keurde sommige politieke vernieuwingen aan het begin van de Revolutie goed en leidde bijvoorbeeld het vervaardigen van nieuwe administratieve kaarten (Atlas National, met een indeling van Frankrijk in departementen, 1791) en nam deel aan het werk van de commissie van de Académie des sciences onder leiding van Jean de Borda, verantwoordelijk voor het voorbereiden van een nieuw metriek stelsel. Het Comité besloot de mètre als eenheidsmaat voor afstand in te voeren. Om de maat van de meter te bepalen als 1/10.000.000-ste deel van de afstand van de pool tot de equator, moest nauwkeurig de vorm en grootte van de aarde bepaald worden. Daartoe werd een commissie in het leven geroepen om de meridiaan van Parijs nauwkeurig op te meten vanaf Duinkerken tot Barcelona. Cassini werd gevraagd om het noordelijk deel te meten. Daar zijn echtgenote net was overleden en hij de zorg had voor zijn vijf kinderen, wilde hij het project leiden vanuit Parijs. Dat werd geweigerd, en Cassini nam ontslag, ook al was hij een grote voorstander van het project.
Op 5 april 1792 werd de opdracht gegeven aan Jean-Baptiste Joseph Delambre voor het noordelijke en langste stuk en Pierre Méchain voor het zuidelijk deel.
Cassini was zeer koningsgezind. Vanaf maart 1793 verzette hij zich tegen de hervormingen die de autoriteiten bij de sterrenwacht wilden introduceren; hij probeerde zijn vroeger gezag te handhaven. Nochtans, na bittere polemiek gaf hij zich op 6 september 1793 gewonnen, en verliet het observatorium van Parijs. Een sterrenwacht die praktisch 120 jaar het bezit van zijn familie was geweest.
Aan de kaak gesteld door de revolutionaire Commissie Beauvais, werd Cassini op 14 februari 1794 gearresteerd en gevangengezet in de Bastille. Hij ontsnapte aan de guillotine en werd op 5 augustus 1794 vrijgelaten. Hij trok zich terug op het familie-kasteel van Thury, hoewel Delambre en Legendre hem smeekten om terug te keren naar Parijs. 
Er werd hem nog een baan geboden bij het Bureau des Longitudes die hij niet aannam, maar hij wijdde zich aan zijn gezin en aan het schrijven van zijn memoires.  Hij overleed in 1845 op 97-jarige leeftijd.
- Biblioteca Nacional de España: XX1620828
- Bibliothèque nationale de France: cb12157999q (data)
- Stuttgart Database of Scientific Illustrators 1450–1950: 12296
- Gemeinsame Normdatei: 116470887
- International Standard Name Identifier: 0000 0000 7360 4033
- Library of Congress Control Number: n90630265
- Nationale Bibliotheek van Tsjechië: mzk2009532735
- Nationale bibliotheek van Australië: 35651713
- Nationale Bibliotheek van Israël: 987007280204305171
- Nederlandse Thesaurus van Auteursnamen: 070168776
- Réseau des bibliothèques de Suisse occidentale: 02-A012468354
- Istituto Centrale per il Catalogo Unico: UFIV121040
- SNAC: w6tb3wrg
- Système universitaire de documentation: 030095034
- Trove: 1027529
- Virtual International Authority File: 68968250
- WorldCat: E39PBJpv7kHWvRCTHb6GJTYXVC